# Stitswerd
Stitswerd (dialekt groningski Stivverd) – wieś w Holandii, w prowincji Groningen, w gminie Eemsmond. 